# Eugene F. McDonald
Eugene F. McDonald (* 11. März 1886 in Syracuse, New York; † 15. Mai 1958) war 1921 der Gründer von Zenith Radio, einem großen US-amerikanischen Radio- und Elektronikkonzern. Er war ferner der Erfinder des tragbaren Weltempfängers.

## Leben
Der Vater von McDonald war ein Lagerverwalter und Versicherungsverkäufer. McDonald verließ die High School im Alter von 14 Jahren, um seine Familie zu unterstützen. 1904 begann er für die H. H. Franklin Manufacturing Company in Syracuse zu arbeiten. Er stieg schnell im Verkauf und Marketing Bereich auf und machte sich dort einen Namen. 1910 zog er nach Chicago, um an einem spekulativen Unternehmen eines Freundes teilzunehmen, der selbst Autos bauen wollte. Das Geschäft war nicht erfolgreich und McDonald verlor sein Investment.
1911 war er in einer Handelsgesellschaft in Detroit, die Gebrauchtwagen verkaufte. Ende 1912 hatte er eine Kreditfirma gegründet, die Neu- und Gebrauchtwagen finanzierte. Von 1917 bis 1919 diente er in der US Navy, zuletzt im Rang eines Lieutenant Commander. Er verstand während seiner Dienstzeit die Funktionsweise eines Telegraphones, einem Gerät, das Telefon und Aufnahme von Gesprächen miteinander vereinte. Den Hersteller des Gerätes gab es nicht mehr und McDonald schlug hieraus Kapital.
Sein Interesse für das Radio stieg im Jahre 1920, als er lernte, dass man damit Geld verdienen konnte. Allerdings war es notwendig, eine Produktionslizenz von Edwin Armstrong zu erhalten – und diese wurde auf unbestimmte Zeit verschoben. Jedoch ging er im Jahre 1921 eine Partnerschaft mit den Gründern der Chicago Radio Laboratory, Karl Hassel und Ralph Mathews ein. Unter dem Namen „Z-nith“ hielt diese Firma eine wertvolle Lizenz von Armstrong, hatte aber keine Mittel für eine Expansion, um die Aufträge aus ihren Büchern erfüllen zu können.
McDonald wurde zum General Manager ernannt und im Jahre 1923 wurde die Firma offiziell Zenith Radio Corporation genannt. Im Jahre 1927 schließlich war die Firma groß genug, um sich ihre eigene RCA-Produktionslizenz zu sichern.
Aufgrund seines Dienstgrads in der US-Navy ließ er sich auch innerhalb seines Unternehmens mit Commander anreden.